# Vysněná smrt
Vysněná smrt (Unelmakuolema) je dystopický román Leeny Krohnové se satirickým přesahem, který lze řadit k žánru finského podivna (suomikumma). Finsky byl vydán roku 2004, poté byl přeložen do italštiny, litevštiny a roku 2021 vyšel česky v nakladatelství Dokořán v překladu Emy C. Stašové.